# Hajdúbagos
Hajdúbagos is een plaats (község) en gemeente in het Hongaarse comitaat Hajdú-Bihar. Hajdúbagos telt 1981 inwoners (2001).